# IWGP Tag Team Championship
O IWGP Tag Team Championship é um título de equipes de luta livre profissional que pertence a promoção New Japan Pro Wrestling (NJPW). "IWGP" é o acrônimo do órgão de governo da NJPW, o International Wrestling Grand Prix. O título foi introduzido em 12 de dezembro de 1985, em um live event da NJPW. O IWGP Tag Team Championship não é o único título de tag teams que é disputado na NJPW; o IWGP Junior Heavyweight Tag Team Championship também é sancionado pela NJPW. De acordo com o site oficial da NJPW, o IWGP Tag Team Championship é listado como "IWGP Heavy Weight Class", enquanto o Junior Heavyweight Tag Team Championship é considerado "IWGP Jr. Tag Class". Sendo um campeonato de luta profissional, o título é ganho como resultado de um resultado predeterminado. As mudanças de título ocorrem principalmente em eventos promovidos pela NJPW.; embora o título tenha mudado de mãos apenas duas vezes em eventos que não eram da NJPW, ele foi defendido em várias outras promoções.

## História
Antes que o título fosse criado, a New Japan Pro Wrestling apresentou o NWA North American Tag Team Championship, um título originalmente baseado em Los Angeles, e o WWF International Tag Team Championship, um título com licença da World Wrestling Federation, abandonado juntamente com a parceria de trabalho com a WWF.
Os campeões inaugurais foram Kengo Kimura e Tatsumi Fujinami, que derrotaram Antonio Inoki e Seiji Sakaguchi nas final de um torneio para ganhar o campeonato em 12 de dezembro de 1985, em um evento ao vivo do NJPW. Além da NJPW, o IWGP Tag Team Championship também foi contestado nas promoções dos Estados Unidos World Championship Wrestling (WCW) (agora extinta) no início da década de 1990 e Total Nonstop Action Wrestling (TNA) em 2009, e na promoção mexicana de lucha libre, Consejo Mundial de Lucha Libre em 2005.
Em 30 de outubro de 2005, em Kobe, Japão, Tenzan e Chono derrotaram Hiroshi Tanahashi e Shinsuke Nakamura para conquistar seu quinto reinado geral em equipe. Em 2 de julho de 2006, foi criado um título interino de tag team, quando Tenzan e Chono mostraram sinais de inatividade. Koshinaka e Togi Makabe derrotaram as equipes de Yuji Nagata e Naofumi Yamamoto e Giant Bernard e Travis Tomko em uma three-way match para se tornarem os primeiros campeões. O presidente da NJPW, Simon Kelly Inoki, acabou com o reinado de Tenzan e Chono em 20 de setembro de 2006, depois de Tenzan e Chono deixarem de fazer equipe. Manabu Nakanishi e Takao Omori, que derrotaram Koshinaka e Makabe em 17 de julho de 2006, para se tornarem os IWGP Tag Team Champions, foram reconhecidos como IWGP Tag Team Champions pela NJPW em 28 de setembro de 2006.
Em 2009, The British Invasion, derrotou Team 3D em 21 de julho de 2009, nas gravações do episódio do programa de televisão primário da TNA em 30 de julho de 2009, TNA Impact!, em uma tables match. Posteriormente, a NJPW divulgou uma declaração anunciando que eles não sancionaram a defesa nem a mudança de título e, por isso, não reconheceriam o reinado. Eles continuaram a reconhecer a Team 3D como campeões atuais e anunciaram que a próxima defesa de título seria dos então campeões Team 3D e iria ser sancionada pela NJPW. Em 10 de agosto de 2009, a NJPW emitiu outro comunicado de imprensa afirmando que agora estavam reconhecendo The British Invasion de Brutus Magnus e Doug Williams como os IWGP Tag Team Champions, tornando o reinado oficial.

## Reinados

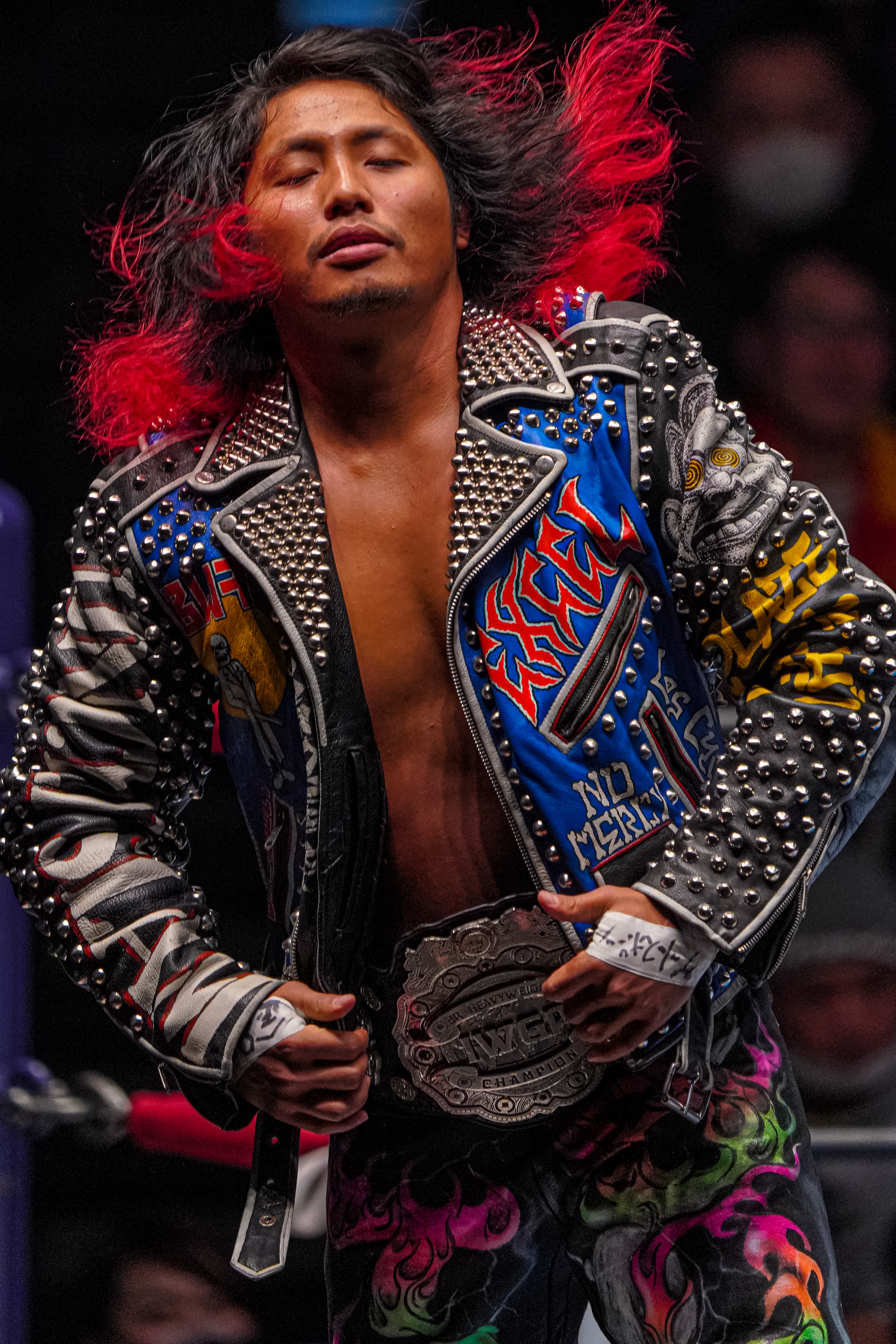
Hiromu Takahashi 2020

Hiroyoshi Tenzan atualmente detém o recorde de mais reinados como um lutador individual, com doze. Os doze reinados combinados de Tenzan somam 1.988 dias, o que é maior do que qualquer outro campeão. Com seis reinados, a equipe de Tenzan e Satoshi Kojima mantém o recorde de mais reinados como equipe. Tenzan e Masahiro Chono tem cinco reinados, totalizando 1.010 dias (maior do que qualquer outra equipe). Com 564 dias, o único reinado de Bad Intentions (Giant Bernard e Karl Anderson) é o mais longo na história do título. O reinado de Keiji Mutoh e Shiro Koshinaka é o mais curto, com seis dias. Atualmente, o reinado de Bad Intentions é o que tem o maior número de defesas, com dez. Há 20 reinados compartilhados entre 18 equipes que estão empatadas com o menor número de defesas bem sucedidas, com zero. No geral, houve 79 reinados compartilhados entre 71 lutadores.
The Young Bucks (Matt Jackson e Nick Jackson) são os atuais campeões e estão em seus primeiros reinados. Eles conquistaram o título após derrotarem os antigos campeões Los Ingobernables de Japon (Sanada e Evil) no evento da NJPW, Dominion 6.9 in Osaka-jo Hall, em 9 de junho de 2018.